# Fontana dell'Abbondanza
La fontana dell'Abbondanza è un monumento di Messina, risalente al 1741. Inizialmente ubicata sulle rampe della scenografica scalinata della chiesa di Santa Maria della Pietà adiacente al cortile del complesso della Pietà, oggi è documentata nella hall dello stesso edificio di via XXIV Maggio.

## Descrizione
Nel 1741 in occasione del bicentenario della fondazione della Compagnia degli Azzurri attestata presso la chiesa di Santa Maria della Pietà, fu realizzata la scenografica scalinata, su progetti e disegni dell'architetto Antonio Basile e del pittore Placido Campolo, manufatti realizzati in marmo rosso venato di Taormina. 
Al centro, tra rampe simmetriche, fu collocata la fontana marmorea con la statua allegorica dell'Abbondanza, opera del messinese Ignazio Buceti su disegno di Placido Campolo sotto il motto "MDCCCXLI FESTO SECULARI SECUNDO".
Sulla vasca si erge la figura femminile assisa su uno sperone roccioso, rappresentata nell'atto di mostrare con la mano sinistra il petto prosperoso mentre con la destra regge la cornucopia, simbolo di fortuna, ricchezza e abbondanza. Figura allegorica "consolatrice" rivolta ai meno abbienti costretti a rivolgersi ai prestiti del Monte di Pietà.

## Galleria d'immagini

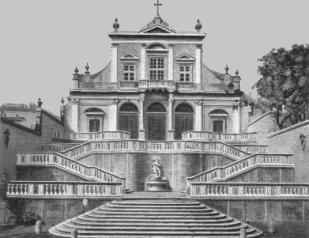
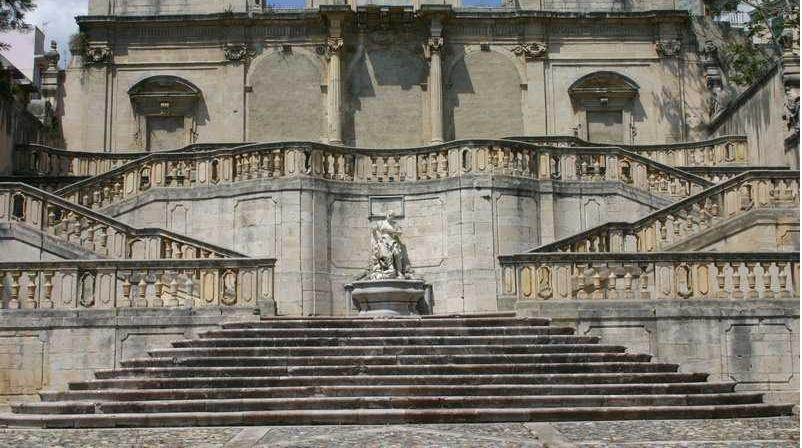